# Biserica armeano-catolică „Nașterea Maicii Domnului” din Gheorgheni
Biserica armeano-catolică „Nașterea Maicii Domnului” din Gheorgheni este un ansamblu de monumente istorice aflat pe teritoriul municipiului Gheorgheni.
Ansamblul este format din următoarele monumente:
- Biserica armeano-catolică "Nașterea Maicii Domnului" (cod LMI HR-II-m-A-12838.01)
- Capelă (cod LMI HR-II-m-A-12838.02)
- Zid de incintă (cod LMI HR-II-m-A-12838.03)

## Istoria clădirii
Biserica barocă a fost construită între anii 1730-1733 la inițiativa preotului paroh Simon Theodorovits, cu donații din partea comunității armenești. 
Consacrarea bisericii de către episcopul Antal Bajtay al Transilvaniei a avut loc în data de 24 august 1733.
Turnul bisericii a fost construit din banii lui János Lukácsi în anul 1734.
Biserica cu bastioanele sale de poartă a fost finalizată în 1748.
De-a lungul secolelor, au fost efectuate mai multe lucrări de întreținere și renovare pentru a conserva clădirea.

## Curtea bisericii
Biserica este înconjurată de un zid de piatră din care se ridică două turnuri octogonale. Zidurile de piatră sunt acoperite cu șindrilă.
Poarta de piatră este o operă de artă din secolul al XVIII-lea. Curtea bisericii a fost folosită pentru înmormântare de către armeni până în 1881. În anii 1800, cimitirul armean a fost înființat mai departe de biserică, pe strada Cimitirului.

## Interiorul bisericii
Pe altarul principal se află următoarele statui: în dreapta, Sfântul Petru, Sfântul Nicolae Episcopul, Sfântul Pavel Martirul și Sfântul Grigore Luminătorul, marele misionar și patron al armenilor.
Pe altarul lateral din stânga, îl putem vedea și pe Sfântul Grigore Luminătorul. Piesa de altar arată în cercurile mici cum a fost torturat Sfântul Grigore. În plus, pe această imagine poate fi citit un text în armeană.
Relieful de pe cristelnița de botez din secolul al XVIII-lea prezintă patru figuri feminine reprezentând vârstele omului. Cele patru figuri de pe cristelniță reprezintă anotimpurile.

## Comunitatea bisericii
Biserica și împrejurimile sale sunt și astăzi o comunitate plină de viață. În fiecare an se organizează Festivalul Artei Armenești. Comunitatea este implicată și în alte activități locale.
Pe lângă biserică, evenimentele atrag atenția și asupra altor elemente legate de cultura armeană, cum ar fi clădirile construite de familiile armenești și patrimoniul culinar al comunității.

## Personalități
Între personalitățile originare din această parohie s-a numărat Ștefan Aconțiu Kövér (1740-1824), stareț al mănăstirii venețiene San Lazzaro degli Armeni și ulterior arhiepiscop.